# Reinier de Graaf Groep
De Reinier de Graaf Groep omvat diverse ziekenhuizen in de Nederlandse regio Haaglanden, gericht op de inwoners van Delft, het Westland, Voorburg, Rijswijk, Den Haag Zuidwest en de plaatsen Pijnacker en Nootdorp: een gebied waar ruim 300.000 mensen wonen en werken. Tot de Reinier de Graaf Groep behoren:
- locatie Delft; het Reinier de Graaf Gasthuis
- locatie Voorburg; het Diaconessenhuis
- locatie Naaldwijk; het Behandelcentrum Westland en
- locatie Ypenburg; het Gezondheidscentrum De Reef.
- locatie Delft; het Reinier Haga Medisch Diagnostisch Centrum.

Binnen de Reinier de Graaf Groep zijn 3000 mensen werkzaam, onder wie 196 medisch specialisten. Er zijn dertig specialismen.
Reinier de Graaf Groep is vernoemd naar de Delftse arts en anatoom Reinier de Graaf. Hij werd geboren in 1641 en overleed in 1673. Hij was een van de pioniers van de wetenschap van de voortplantingsgeneeskunde, en is de ontdekker van de later naar hem vernoemde 'graaffollikels'.
Behandelcentrum Westland · Diaconessenhuis · Gezondheidscentrum De Reef · Reinier de Graaf Gasthuis
Diabetes Zorg Haaglanden ·
Diagnostisch Centrum Haaglanden ·
GGZ Delfland ·
Haaglanden Kliniek ·

HagaZiekenhuis ·
Haaglanden Medisch Centrum ·
Reinier de Graaf Groep